# Oeax albosignatus
Oeax albosignatus är en skalbaggsart som beskrevs av Stefan von Breuning 1952. Oeax albosignatus ingår i släktet Oeax och familjen långhorningar. Inga underarter finns listade i Catalogue of Life.